# NGC 1292
NGC 1292 est une galaxie spirale située dans la constellation du Fourneau. Elle a été découverte par l'astronome américain Edward Barnard en 1885.

## Caractéristiques
Sa vitesse par rapport au fond diffus cosmologique est de 1 234 ± 10 km/s, ce qui correspond à une distance de Hubble de 18,2 ± 1,3 Mpc (∼59,4 millions d'al).
À ce jour, 23 mesures non basées sur le décalage vers le rouge (redshift) donnent une distance de 20,642 ± 3,257 Mpc (∼67,3 millions d'al), ce qui est à l'intérieur des valeurs de la distance de Hubble.
La classe de luminosité de NGC 1292 est III et elle présente une large raie HI. Elle renferme également des régions d'hydrogène ionisé.